# Sainte-Foy-de-Montgommery
Sainte-Foy-de-Montgommery és un municipi francès situat al departament de Calvados i a la regió de Normandia. L'any 2007 tenia 203 habitants.

## Demografia

### Població
El 2007 la població de fet de Sainte-Foy-de-Montgommery era de 203 persones. Hi havia 64 famílies de les quals 12 eren unipersonals (4 homes vivint sols i 8 dones vivint soles), 20 parelles sense fills i 32 parelles amb fills.
La població ha evolucionat segons el següent gràfic:
Habitants censats

### Habitatges
El 2007 hi havia 83 habitatges, 69 eren l'habitatge principal de la família, 13 eren segones residències i 1 estava desocupat. Tots els 83 habitatges eren cases. Dels 69 habitatges principals, 53 estaven ocupats pels seus propietaris, 13 estaven llogats i ocupats pels llogaters i 3 estaven cedits a títol gratuït; 6 tenien tres cambres, 17 en tenien quatre i 46 en tenien cinc o més. 53 habitatges disposaven pel capbaix d'una plaça de pàrquing. A 27 habitatges hi havia un automòbil i a 36 n'hi havia dos o més.

### Piràmide de població
La piràmide de població per edats i sexe el 2009 era:
| Homes | Edats   | Dones |
| ----- | ------- | ----- |
| 0     | 95 o +  | 0     |
| 0     | 90 a 94 | 0     |
| 4     | 85 a 89 | 0     |
| 0     | 80 a 84 | 0     |
| 0     | 75 a 79 | 4     |
| 8     | 70 a 74 | 0     |
| 4     | 65 a 69 | 4     |
| 8     | 60 a 64 | 8     |
| 0     | 55 a 59 | 4     |
| 4     | 50 a 54 | 4     |
| 12    | 45 a 49 | 16    |
| 8     | 40 a 44 | 4     |
| 8     | 35 a 39 | 0     |
| 0     | 30 a 34 | 0     |
| 0     | 25 a 29 | 4     |
| 20    | 20 a 24 | 8     |
| 20    | 15 a 19 | 4     |
| 4     | 10 a 14 | 8     |
| 4     | 5 a 9   | 8     |
| 8     | 0 a 4   | 4     |

## Economia
El 2007 la població en edat de treballar era de 128 persones, 97 eren actives i 31 eren inactives. De les 97 persones actives 88 estaven ocupades (48 homes i 40 dones) i 9 estaven aturades (6 homes i 3 dones). De les 31 persones inactives 10 estaven jubilades, 9 estaven estudiant i 12 estaven classificades com a «altres inactius».

### Ingressos
El 2009 a Sainte-Foy-de-Montgommery hi havia 66 unitats fiscals que integraven 191 persones, la mediana anual d'ingressos fiscals per persona era de 16.535 €.

### Activitats econòmiques
Dels 10 establiments que hi havia el 2007, 3 eren d'empreses alimentàries, 1 d'una empresa de construcció, 2 d'empreses de comerç i reparació d'automòbils, 1 d'una empresa d'hostatgeria i restauració, 1 d'una empresa immobiliària i 2 d'empreses classificades com a «altres activitats de serveis».
Dels 3 establiments de servei als particulars que hi havia el 2009, 1 era una lampisteria, 1 restaurant i 1 agència immobiliària.
L'any 2000 a Sainte-Foy-de-Montgommery hi havia 8 explotacions agrícoles que ocupaven un total de 304 hectàrees.

## Poblacions més properes
El següent diagrama mostra les poblacions més properes.